# 曼弗雷德·曼格利茨
曼弗雷德·曼格利茨（德語：Manfred Manglitz，1940年3月8日—），德国前男子足球运动员，场上位置是守门员。他曾代表西德国家队参加1970年国际足联世界杯，结果队伍获得季军。